# Vranduk
Vranduk è un piccolo villaggio che si trova a circa 10 km dal centro di Zenica nella Bosnia centrale. Posizionato sulla riva destra del fiume Bosna, il suo nome è citato per la prima volta nel 1410, è in una posizione strategica, perché controllava il passaggio dalla pianura pannonica (Austria e Ungheria) al Mare Adriatico.
Nella città vecchia si trova una cittadella fortificata con un torrione, in posizione dominante rispetto al fiume, e la moschea del sultano Mehmed Fatih.

## Geografia fisica
Vranduk si trova nel Cantone di Zenica-Doboj, composto da 12 municipalità: Breza, Doboj-jug, Kakanj, Maglaj, Olovo, Tešanj, Usora, Vareš, Visoko, Zavidovići, Zenica e Žepče. 
Il territorio del cantone è pari a 3.340 km², è il numero degli abitanti è di circa 400.000. 
La strada statale M-17 attraversa il cantone partendo dall'autostrada Zagabria - Belgrado, fino a Sarajevo - Neum - Ragusa.

## Società

### Evoluzione demografica
Censimento (1991)
Totale: 625
- Bosgnacchi - 617 (98,72%)
- Jugoslavi - 1 (0,16%)
- restanti - 7 (1,12%)